# مارینر ۵

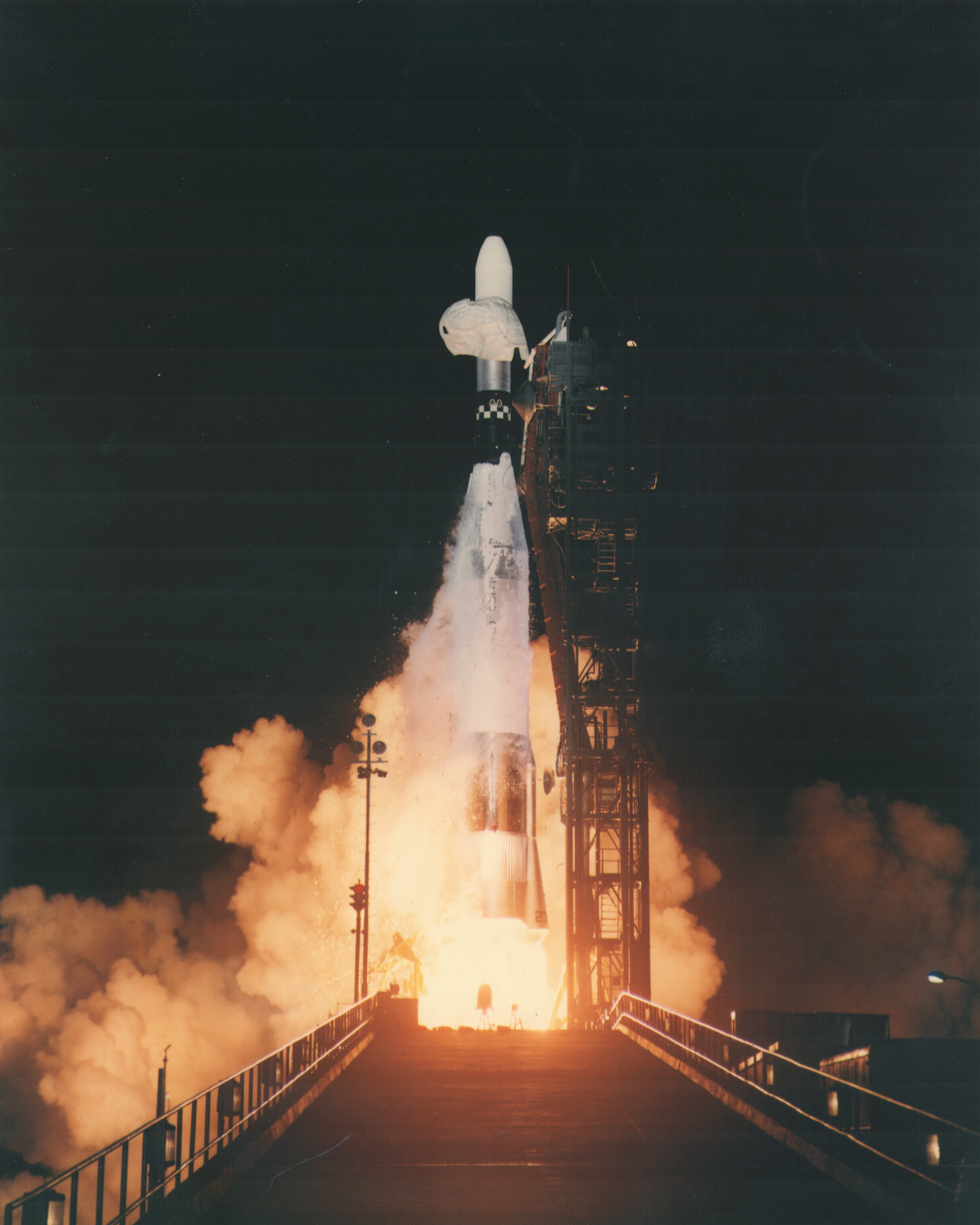
پرتاب مارینر ۵

مارینر ۵، (به انگلیسی: Mariner 5) یکی از فضاپیماهای برنامه مارینر است. این فضاپیما به عنوان پشتیبان مارینر ۴ ساخته شد. ولی با موفق شدن مارینر ۴ در رسیدن به بهرام (مریخ) تغییراتی در آن انجام گرفت و راهی ناهید (زهره) گردید.

این فضاپیما در ۱۴ ژوئن، ۱۹۶۷ از ایستگاه نیروی هوایی کیپ کاناورال سفر خود را آغاز نمود. و در اکتبر همان سال به مدار ۳۹۹۰ کیلومتری ناهید (زهره) رسید.